# DICT
DICT是由DICT开发组创建的一个字典网络传输协议。1997年发表的RFC 2229首次提及該協議。用戶的客戶端通過DICT可以访问字典服務器查閱字典。DICT服务器和客户端使用TCP 2628端口。